# Timsfors
Timsfors è un'area urbana della Svezia situata nel comune di Markaryd, contea di Kronoberg.
La popolazione risultante dal censimento 2010 era di 637 abitanti .